# جون مورتون (سياسي)
جون مورتون هو سياسي كندي، ولد في 25 مارس 1781، وتوفي في 3 مارس 1858. انتخب عضو مجلس نواب نوفا سكوتيا.